# Rhophitulus
Rhophitulus är ett släkte av bin. Rhophitulus ingår i familjen grävbin.

## Dottertaxa tillRhophitulus, i alfabetisk ordning[1]
- Rhophitulus aeneiventris
- Rhophitulus anomalus
- Rhophitulus argentinus
- Rhophitulus brunneicornis
- Rhophitulus callurus
- Rhophitulus dubius
- Rhophitulus eustictus
- Rhophitulus evansi
- Rhophitulus flavitarsis
- Rhophitulus formosus
- Rhophitulus friesei
- Rhophitulus guariticola
- Rhophitulus hamatus
- Rhophitulus harterae
- Rhophitulus herbsti
- Rhophitulus holostictus
- Rhophitulus hyptidis
- Rhophitulus malvacearum
- Rhophitulus minutus
- Rhophitulus nasutus
- Rhophitulus obscurigaster
- Rhophitulus paraguayanus
- Rhophitulus pauloensis
- Rhophitulus pereziae
- Rhophitulus plumosulus
- Rhophitulus politus
- Rhophitulus pygidialis
- Rhophitulus reticulatus
- Rhophitulus saltensis
- Rhophitulus solani
- Rhophitulus steinbachi
- Rhophitulus testaceus
- Rhophitulus vagabundus